# Su Xinyue
Su Xinyue (chinesisch 蘇 欣悅 / 苏 欣悦, Pinyin Sū Xīnyuè; * 8. November 1991 in Qinhuangdao) ist eine chinesische Diskuswerferin.
2013 siegte sie bei den Asienmeisterschaften in Pune und schied bei den Weltmeisterschaften in Moskau in der Qualifikation aus.
2015 verteidigte sie bei den Asienmeisterschaften in Wuhan ihren Titel und wurde bei den Weltmeisterschaften in Peking Achte.
Ihre persönliche Bestleistung von 64,27 m stellte sie am 30. April 2015 in Jinan auf.